# Tariq Aziz (hokeista na trawie)
Tariq Aziz (urdu ‏طارق عزیز‎, ur. 5 lutego 1938 w Amritsarze) – pakistański hokeista na trawie. Dwukrotny medalista olimpijski.
Brał udział w dwóch igrzyskach (IO 64, IO 68), na obu zdobywając medale: srebro w 1964 oraz złoto w 1968.